# Rose City (Michigan)
Rose City is een plaats (city) in de Amerikaanse staat Michigan, en valt bestuurlijk gezien onder Ogemaw County.

## Demografie
Bij de volkstelling in 2000 werd het aantal inwoners vastgesteld op 721.
In 2006 is het aantal inwoners door het United States Census Bureau geschat op 706, een daling van 15 (-2,1%).

## Geografie
Volgens het United States Census Bureau beslaat de plaats een oppervlakte van
2,8 km², geheel bestaande uit land. Rose City ligt op ongeveer 292 m boven zeeniveau.

## Plaatsen in de nabije omgeving
De onderstaande figuur toont nabijgelegen plaatsen in een straal van 32 km rond Rose City.